# IC 3299
IC 3299 је спирална галаксија у сазвјежђу Береникина коса која се налази на листи објеката дубоког неба у Индекс каталогу.
Деклинација објекта је + 27° 22' 30" а ректасцензија 12h 25m 3,1s. Привидна величина (магнитуда) објекта IC 3299 износи 17,2 а фотографска магнитуда 18,0. IC 3299 је још познат и под ознакама NPM1G +27.0362, PGC 3089319.